# Lijst van keizers
Dit is een verzameling van lijsten van keizers. De titel van keizer is de hoogste vorstelijke titel.
- Lijst van keizers van China
- Lijst van keizers van Japan
- Lijst van Romeinse keizers
- Lijst van Byzantijnse keizers
- Lijst van Latijnse keizers van Constantinopel
- Lijst van keizers van Trebizonde (Turkije)
- Lijst van Rooms-Duitse koningen en keizers
- Lijst van keizers van het Incarijk
- Lijst van keizers van Ethiopië
- Lijst van sjahs van Perzië (Iran)
- Lijst van tsaren van Rusland
- Keizers van Frankrijk:
  - Napoleon I
  - Napoleon II 
  - Napoleon III
- Lijst van keizers van Mexico
- Lijst van keizers van Vietnam
- Keizer van de Centraal-Afrikaanse Republiek:
  - Jean-Bédel Bokassa